# Campeonato Brasileiro de Kart
O Campeonato Brasileiro de Kart é uma competição de kart regulamentada pela Confederação Brasileira de Automobilismo e Comissão Nacional de Kart.
Sua  1ª edição foi em 1964, organizada pelo ACB (Automóvel Clube do Brasil), teve  3 etapas, com a etapa final no aterro da Glória, no Rio de Janeiro/RJ. Atualmente  é organizado pela CNK (Comissão Nacional de Kart) da CBA (Confederação  Brasileira de Automobilismo). Nos  primeiros anos a categoria principal era denominada POC: Pilotos Oficiais de Competição. Nos  últimos anos a CBA (Confederação Brasileira de Automobilismo) vem oferencendo  premiações especiais para as categorias nas quais competem pilotos com idade  para seguir uma carreira no automobilismo. Além  das premiações especiais, o campeão das categorias "Codasur Junior"  e "OK Internacional" ganham vaga para o CIK-FIA World Junior  Championship (Campeonato Mundial de Kart na categoria Júnior). O  campeão da categoria "Codasur" tem vaga para o CIK-FIA World  Championship (Campeonato Mundial de Kart).
Atualmente, o campeonato é realizado em duas fases, uma destinada para as categorias que utilizam os motores a 4 tempos (F4) e outra destinada para as categorias que utilizam os motores a 2 tempos (125cc).
Em 2025 o campeonato brasileiro de kart terá como sua sede o kartodromo internacional do Beto carrero, localizado em Penha, estado de Santa catarina, a previsão é de quebra de recorde de inscritos, que alias, já pertence a mesma pista em 2021, com 545 inscrições. 
Categorias que estarão presentes no campeonato em 2025:
Categorias 2 Tempos:
1. Mini
2. OKN Júnior
3. OKN
4. OK Júnior
5. OK
6. Novatos
7. Senior AM
8. Senior PRO
9. OKN Master
10. Super Senior
11. Grand Super Senior
12. Senior 60+
13. Shifter Kart Graduado
14. Shifter Kart Senior
15. Shifter Kart Super Senior
16. Shifter Kart Grand Super Senior

Categorias 4 Tempos:
1. Mirim
2. Cadete
3. F4 Júnior
4. F4
5. F4 Graduados
6. F4 Senior
7. F4 Super Senior
8. F4 Grand Super Senior
9. F4 60+

Link para acesso ao site: 

ACB - Automóvel Clube do Brasil
| Ed. | Ano  | (Circuito, Local)                                | Campeão                                   | Categoria     |
| 1º  | 1964 | (Belo Horizonte/MG) [1ª etapa]                   | Lucio Modi (RJ) Affonso Giaffone Jr. (SP) | 100 cc 125 cc |
| 1º  | 1964 | (Ribeirão Preto/SP) [2ª etapa]                   | Lucio Modi (RJ) Affonso Giaffone Jr. (SP) | 100 cc 125 cc |
| 1º  | 1964 | (Aterro da Glória, Rio de Janeiro/RJ) [3ª etapa] | Lucio Modi (RJ) Affonso Giaffone Jr. (SP) | 100 cc 125 cc |

CBA - Confederação Brasileira de Automobilismo
| Ed.   | Ed. | Ano  | (Circuito, Local) | Campeão                          | Vice                           | Categoria                     |
| 1º    | 1º  | 1966 | (Praça da Vila Nova, Goiânia/GO)                                                                                          | Carlos A. Savoia (SP)            | ?                              | 100 cc                        |
| 1º    | 1º  | 1966 | (Praça da Vila Nova, Goiânia/GO)                                                                                          | Maneco Combacau (SP)             | ?                              | 125 cc                        |
| 1º    | 1º  | 1966 | (Praça da Vila Nova, Goiânia/GO)                                                                                          | Antonio Lucio da Matta (SP)      | ?                              | 200 cc                        |
| 2º    | 2º  | 1967 | (São Paulo/SP) | Clovis Moraes (RS)               | ?                              | 100 cc                        |
| 2º    | 2º  | 1967 | (São Paulo/SP) | Emerson Fittipaldi (SP)          | ?                              | 125 cc                        |
| 2º    | 2º  | 1967 | (São Paulo/SP) | Marcos Troncon (SP)              | ?                              | 200 cc                        |
| 3º    | 3º  | 1968 | (Porto Alegre/RS) [1ª e 5ª etapas] (Volta Redonda/RJ) [2ª etapa] (São Paulo/SP) [3ª etapa] (Belo Horizonte/MG) [4ª etapa] | Clovis Moraes (RS)               | ?                              | 100 cc                        |
| 3º    | 3º  | 1968 | (Porto Alegre/RS) [1ª e 5ª etapas] (Volta Redonda/RJ) [2ª etapa] (São Paulo/SP) [3ª etapa] (Belo Horizonte/MG) [4ª etapa] | Durval Viscardi (SP)             | ?                              | 125 cc                        |
| 3º    | 3º  | 1968 | (Porto Alegre/RS) [1ª e 5ª etapas] (Volta Redonda/RJ) [2ª etapa] (São Paulo/SP) [3ª etapa] (Belo Horizonte/MG) [4ª etapa] | Marcos Troncon (SP)              | ?                              | 200 cc                        |
| 4º    | 4º  | 1969 | (São Paulo/SP) [1ª etapa] (Aero Clube, Volta Redonda/RJ) [2ª etapa]                                                       | Clovis Moraes (RS)               | ?                              | 100 cc                        |
| 4º    | 4º  | 1969 | (São Paulo/SP) [1ª etapa] (Aero Clube, Volta Redonda/RJ) [2ª etapa]                                                       | Paulo Viscardi (SP)              | ?                              | 125 cc                        |
| 4º    | 4º  | 1969 | (São Paulo/SP) [1ª etapa] (Aero Clube, Volta Redonda/RJ) [2ª etapa]                                                       | Marcos Troncon (SP)              | ?                              | 200 cc                        |
| 5º    | 5º  | 1970 | (Kartódromo Vila Velha, Ponta Grossa/PR) [1ª etapa] (local desconhecido) [2ª etapa]                                       | Clovis Moraes (RS)               | ?                              | 100 cc                        |
| 5º    | 5º  | 1970 | (Kartódromo Vila Velha, Ponta Grossa/PR) [1ª etapa] (local desconhecido) [2ª etapa]                                       | José Lofti Neto (SP)             | ?                              | 125 cc                        |
| 5º    | 5º  | 1970 | (Kartódromo Vila Velha, Ponta Grossa/PR) [1ª etapa] (local desconhecido) [2ª etapa]                                       | Mario Glauco Pati (SP)           | ?                              | 200 cc                        |
| 5º    | 5º  | 1970 | (Kartódromo Vila Velha, Ponta Grossa/PR) [1ª etapa] (local desconhecido) [2ª etapa]                                       | Alex Dias Ribeiro (DF)           | ?                              | ?                             |
| 6º    | 6º  | 1971 | (Tarumã, Viamão/RS) | Zeca Giaffone (SP)               | Renê Lofti (SP)                | 100 cc                        |
| 6º    | 6º  | 1971 | (Tarumã, Viamão/RS) | Carol Figueiredo (SP)            | Geraldo Dias (SP)              | 125 cc                        |
| 6º    | 6º  | 1971 | (Tarumã, Viamão/RS) | Candido Gonçalves (MG)           | ?                              | 200 cc                        |
| 6º    | 6º  | 1971 | (Tarumã, Viamão/RS) | José A. Pastore (SP)             | ?                              | Junior                        |
| [a]   | 7º  | 1972 | (Parque Taquaral, Campinas/SP)                                                                                            | Walter Travaglini Filho (SP)     | ?                              | 100 cc (POC)                  |
| [a]   | 7º  | 1972 | (Parque Taquaral, Campinas/SP)                                                                                            | Chico Serra (SP)                 | ?                              | 100 cc (PC)                   |
| [a]   | 7º  | 1972 | (Parque Taquaral, Campinas/SP)                                                                                            | José Lofti Neto (SP)             | ?                              | 125 cc (POC)                  |
| [a]   | 7º  | 1972 | (Parque Taquaral, Campinas/SP)                                                                                            | ?                                | ?                              | 125 cc (PC)                   |
| [a]   | 7º  | 1972 | (Parque Taquaral, Campinas/SP)                                                                                            | ?                                | ?                              | Junior                        |
| 8º    | 8º  | 1973 | (Aero Clube, Volta Redonda/RJ)                                                                                            | Walter Travaglini Filho (SP)     | ?                              | 1ª categoria 100 cc (POC)     |
| 8º    | 8º  | 1973 | (Aero Clube, Volta Redonda/RJ)                                                                                            | Chico Serra (SP)                 | ?                              | 2ª categoria 100 cc           |
| 8º    | 8º  | 1973 | (Aero Clube, Volta Redonda/RJ)                                                                                            | ?                                | ?                              | 2ª categoria 125 cc           |
| 8º    | 8º  | 1973 | (Aero Clube, Volta Redonda/RJ)                                                                                            | ?                                | ?                              | 4ª Menor                      |
| [b]   | 9º  | 1974 | (Interlagos, São Paulo/SP)                                                                                                | Antônio Lopes (SP)               | José Lofti Neto (SP)           | 1ª categoria 100 cc (POC)     |
| [b]   | 9º  | 1974 | (Interlagos, São Paulo/SP)                                                                                                | Chico Serra (SP)                 | Francisco Iaconelli(SP)        | 2ª categoria 100 cc           |
| [b]   | 9º  | 1974 | (Interlagos, São Paulo/SP)                                                                                                | Assumpto Iaconelli (SP)          | Afrânio Ferreira (SP)          | 2ª categoria 125 cc           |
| [b]   | 9º  | 1974 | (Interlagos, São Paulo/SP)                                                                                                | Dárcio Gonçalves dos Santos (SP) | Mario Covas Neto (SP)          | 4ª Menor                      |
| [ 4 ] | 10º | 1975 | (Kartódromo Municipal, Rolândia/PR)                                                                                       | Zeca Giaffone (SP)               | ?                              | 100 cc                        |
| [ 4 ] | 10º | 1975 | (Kartódromo Municipal, Rolândia/PR)                                                                                       | Maurizio Sala (SP)               | ?                              | 125 cc                        |
| [ 4 ] | 10º | 1975 | (Kartódromo Municipal, Rolândia/PR)                                                                                       | Mario Covas Neto (SP)            | Ayrton Senna (SP)              | Junior                        |
| 11º   | 11º | 1976 | (Jacarepaguá, Rio de Janeiro/RJ)                                                                                          | Chico Serra (SP)                 | Enest Pereny (SP)              | 1ª categoria 100 cm3 (POC)    |
| 11º   | 11º | 1976 | (Jacarepaguá, Rio de Janeiro/RJ)                                                                                          | Luís Lassance (RJ)               | Emanuel de Brito (SP)          | 2ª categoria 100 cm3 (PC)     |
| 11º   | 11º | 1976 | (Jacarepaguá, Rio de Janeiro/RJ)                                                                                          | Roberto Pupo Moreno (DF)         | Eduardo Dias Ribeiro (DF)      | 2ª categoria 125 cm3 (PC)     |
| 11º   | 11º | 1976 | (Jacarepaguá, Rio de Janeiro/RJ)                                                                                          | Mário Carvalho Filho (SP)        | Tazzio Borghesi (PR)           | 4ª categoria 125 cm3 (Junior) |
| 12º   | 12º | 1977 | (Jacarepaguá, Rio de Janeiro/RJ)                                                                                          | Walter Travaglini Filho (SP)     | Ayrton Senna (SP)              | 100 cc (Inter)                |
| 12º   | 12º | 1977 | (Jacarepaguá, Rio de Janeiro/RJ)                                                                                          | Fernando Dias Ribeiro (DF)       | ?                              | 125 cc (1ª categoria)         |
| 13º   | 13º | 1978 | (Tarumã, Viamão/RS) | Ayrton Senna (SP)                | Walter Travaglini Filho (SP)   | 100 cc (Inter)                |
| 13º   | 13º | 1978 | (Tarumã, Viamão/RS) | Rui M. M. Guimarães (SP)         | Arthur Borgonivo (SP)          | 100 cc (2ª categoria)         |
| 13º   | 13º | 1978 | (Tarumã, Viamão/RS) | Rui Croce Guimarães (SP)         | Paulo Honorato dos Santos (RS) | 125 cc (1ª categoria)         |
| 13º   | 13º | 1978 | (Tarumã, Viamão/RS) | Decio Bellini (SP)               | Claudio Goy (SP)               | 125 cc (2ª categoria)         |
| 13º   | 13º | 1978 | (Tarumã, Viamão/RS) | Paulo Eduardo Carsasci (SP)      | Fernando Costa Teixeira (RJ)   | 4ª Menor                      |
| 14º   | 14º | 1979 | (Kartódomo José Carlos Pace, Uberlândia/MG) [1ª etapa] (Chapecó/SC) [2ª etapa, em Jan/1980]                               | Ayrton Senna (SP)                | Mário Sérgio Carvalho (SP)     | 100 cc (Inter)                |
| 14º   | 14º | 1979 | (Kartódomo José Carlos Pace, Uberlândia/MG) [1ª etapa] (Chapecó/SC) [2ª etapa, em Jan/1980]                               | Paulo Carcasci (SP)              | ?                              | 100 cc (2ª categoria)         |
| 14º   | 14º | 1979 | (Kartódomo José Carlos Pace, Uberlândia/MG) [1ª etapa] (Chapecó/SC) [2ª etapa, em Jan/1980]                               | ?                                | ?                              | 125 cc (1ª categoria)         |
| 14º   | 14º | 1979 | (Kartódomo José Carlos Pace, Uberlândia/MG) [1ª etapa] (Chapecó/SC) [2ª etapa, em Jan/1980]                               | Paulo Carcasci (SP)              | ?                              | 125 cc (2ª categoria)         |
| 14º   | 14º | 1979 | (Kartódomo José Carlos Pace, Uberlândia/MG) [1ª etapa] (Chapecó/SC) [2ª etapa, em Jan/1980]                               | ?                                | ?                              | 4ª Menor                      |
| 15º   | 15º | 1980 | (Guaíra/PR) [1ª etapa] (Goiânia/GO) [2ª etapa]                                                                            | Ayrton Senna (SP)                | ?                              | 100 cc (Inter)                |
| 15º   | 15º | 1980 | (Guaíra/PR) [1ª etapa] (Goiânia/GO) [2ª etapa]                                                                            | Maurício Gugelmin (PR) (*)       | ?                              | 125 cc                        |
| 16º   | 16º | 1981 | (Kartódromo Municipal, Salvador/BA)                                                                                       | Mário Sérgio Carvalho (SP)       | Augusto Ribas (SP) (**)        | 100 cc (Inter)                |
| 16º   | 16º | 1981 | (Kartódromo Municipal, Salvador/BA)                                                                                       | Paulo Carcasci (SP)              | ?                              | 125 cc                        |
| 16º   | 16º | 1981 | (Kartódromo Municipal, Salvador/BA)                                                                                       | Renato Russo (SP)                | ?                              | Junior                        |
| 17º   | 17º | 1982 | (Kartódromo do Flamengo E.C., Foz do Iguaçu/PR)                                                                           | Túlio Meneghini (SP)             | Wagner Rossi (DF)              | 100 FIA                       |
| 17º   | 17º | 1982 | (Kartódromo do Flamengo E.C., Foz do Iguaçu/PR)                                                                           | Alexandre Levorin (SP)           | Luís Azevedo (SP)              | 125 Stand                     |
| 17º   | 17º | 1982 | (Kartódromo do Flamengo E.C., Foz do Iguaçu/PR)                                                                           | Túlio Meneghini (SP)             | ?                              | 1ª Categoria 125 Livre        |
| 17º   | 17º | 1982 | (Kartódromo do Flamengo E.C., Foz do Iguaçu/PR)                                                                           | Marcelo Petrelli (PR)            | José Luiz Franco (DF)          | 2ª Categoria 125 Livre        |
| 17º   | 17º | 1982 | (Kartódromo do Flamengo E.C., Foz do Iguaçu/PR)                                                                           | Gustavo Romanello (RS)           | Eduardo Neto (RS)              | 4 Menor                       |
| 17º   | 17º | 1982 | (Kartódromo do Flamengo E.C., Foz do Iguaçu/PR)                                                                           | Cristina Rosito (RS)             | ?                              | Novatos                       |
| [c]   | 18º | 1983 | (Ribeirão Preto/SP) | Eduar Merhy Neto (RJ)            | Túlio Meneghini (SP)           | 1ª 100 cc "A" (Internacional) |
| [c]   | 18º | 1983 | (Ribeirão Preto/SP) | Paulo Carcasci (SP)              | Renato Russo (SP)              | 2ª 125 cc "A"                 |
| [c]   | 18º | 1983 | (Ribeirão Preto/SP) | Augusto Cezar Azevedo (RJ)       | Cristina Rosito (RS)           | 3ª Livre (125 cc "B")         |
| [c]   | 18º | 1983 | (Ribeirão Preto/SP) | Rubens Barrichello (SP)          | Bruno Aguiar (RJ)              | 4ª Menor                      |
| [c]   | 18º | 1983 | (Ribeirão Preto/SP) | Serge Buchrieser (RS)            | João Batista Brum (SP)         | Novatos                       |
| 19º   | 19º | 1984 | (Jacarepaguá, Rio de Janeiro/RJ)                                                                                          | ?                                | ?                              | 1ª categoria 100 cc           |
| 19º   | 19º | 1984 | (Jacarepaguá, Rio de Janeiro/RJ)                                                                                          | ?                                | ?                              | 1ª categoria 125 cc           |
| 19º   | 19º | 1984 | (Jacarepaguá, Rio de Janeiro/RJ)                                                                                          | ?                                | ?                              | 2ª categoria 125 cc           |
| 19º   | 19º | 1984 | (Jacarepaguá, Rio de Janeiro/RJ)                                                                                          | Elio Seikel (RJ)                 | ?                              | 3ª Novatos 125 cc             |
| 19º   | 19º | 1984 | (Jacarepaguá, Rio de Janeiro/RJ)                                                                                          | Rubens Barrichello (SP)          | Carlos Eduardo Rosas (RS)      | 4ª Menor                      |
| 20º   | 20º | 1985 | (Kart Clube, Ipatinga/MG)                                                                                                 | Oswaldo Negri Jr. (SP)           | ?                              | ?                             |
| 20º   | 20º | 1985 | (Kart Clube, Ipatinga/MG)                                                                                                 | Rubens Barrichello (SP)          | ?                              | 125 cc "B"                    |
| 20º   | 20º | 1985 | (Kart Clube, Ipatinga/MG)                                                                                                 | ?                                | Ricardo Mattos (RJ)            | ?                             |
| [d]   | 21º | 1986 | (Circuito de Florianópolis, Florianópolis/SC)                                                                             | Nonô Figueiredo (SP)             | ?                              | categoria 100 cc              |
| [d]   | 21º | 1986 | (Circuito de Florianópolis, Florianópolis/SC)                                                                             | Rubens Barrichello (SP)          | ?                              | categoria 125 cc "A"          |
| [d]   | 21º | 1986 | (Circuito de Florianópolis, Florianópolis/SC)                                                                             | Carlos Eduardo Rosas (RS)        | ?                              | categoria 125 cc "B"          |
| [d]   | 21º | 1986 | (Circuito de Florianópolis, Florianópolis/SC)                                                                             | ?                                | ?                              | 4ª Menor                      |
| [d]   | 21º | 1986 | (Circuito de Florianópolis, Florianópolis/SC)                                                                             | ?                                | ?                              | Estreantes e Novatos          |
| 22º   | 22º | 1987 | (Kartódromo de Anápolis, Anápolis/GO)                                                                                     | Rubens Barrichello (SP)          | Christian Fittipaldi (SP)      | Graduados "A"                 |
| 22º   | 22º | 1987 | (Kartódromo de Anápolis, Anápolis/GO)                                                                                     | Edgar Lobo Pereira (SP)          | André Pereira (SP)             | Graduados "B"                 |
| 22º   | 22º | 1987 | (Kartódromo de Anápolis, Anápolis/GO)                                                                                     | Marcelo Ventre (RS)              | César Bonatti (SC)             | Junior                        |
| 22º   | 22º | 1987 | (Kartódromo de Anápolis, Anápolis/GO)                                                                                     | Heitor Nogueira Filho (SP)       | José Luis Strupp (RS)          | Novatos                       |
| 22º   | 22º | 1987 | (Kartódromo de Anápolis, Anápolis/GO)                                                                                     | Cândido Gonçalves (BA)           | ?                              | Seniors                       |
| 23º   | 23º | 1988 | (Kartódromo Municipal, Salvador/BA)                                                                                       | Rubens Barrichello (SP)          | ?                              | Graduados "A"                 |
| 23º   | 23º | 1988 | (Kartódromo Municipal, Salvador/BA)                                                                                       | Lúcio Winck (RS)                 | ?                              | Graduados "B"                 |
| 23º   | 23º | 1988 | (Kartódromo Municipal, Salvador/BA)                                                                                       | ?                                | Emmanuel Dallegrave (RS)       | Junior                        |
| 23º   | 23º | 1988 | (Kartódromo Municipal, Salvador/BA)                                                                                       | Francisco Nicoloso (RS)          | Márcio Lobão (DF)              | Estreantes e Novatos          |
| 24º   | 24º | 1989 | (Kartódromo Emerson Fittipaldi, Ipatinga/MG)                                                                              | ?                                | Ubirajara Macedo (DF)          | Fórmula Kart "A"              |
| 24º   | 24º | 1989 | (Kartódromo Emerson Fittipaldi, Ipatinga/MG)                                                                              | Glauco Alex (SP)                 | ?                              | Fórmula Kart "B"              |
| 24º   | 24º | 1989 | (Kartódromo Emerson Fittipaldi, Ipatinga/MG)                                                                              | Alessandro Monteiro (RS)         | ?                              | Novatos (Junior)              |
| 24º   | 24º | 1989 | (Kartódromo Emerson Fittipaldi, Ipatinga/MG)                                                                              | Suzane Carvalho (RJ)             | ?                              | Sprint                        |
| 25º   | 25º | 1990 | ? | Nonô Figueiredo (SP)             | ?                              | ?                             |
| 26º   | 26º | 1991 | ? | Paulo Carcasci (SP)              | ?                              | ?                             |
| 27º   | 27º | 1992 | ? | Bruno Junqueira (MG)             | ?                              | 100 cc (Intercontinental)     |
| 27º   | 27º | 1992 | ? | Bruno Junqueira (MG)             | ?                              | Graduados                     |
| 28º   | 28º | 1993 | (Kartódromo de Anápolis, Anápolis/GO)                                                                                     | Jaime Mello Jr (PR)              | ?                              | Junior                        |
| 29º   | 29º | 1994 | ? | Jaime Mello Jr (PR)              | ?                              | Junior                        |
| 30º   | 30º | 1995 | ? | Renato Russo (SP)                | ?                              | Sudam                         |
| 31º   | 31º | 1996 | ? | Renato Russo (SP)                | ?                              | Sudam                         |
| 31º   | 31º | 1996 | ? | Antonio Pizzonia (AM)            | ?                              | Graduados                     |
| 32º   | 32º | 1997 | ? | André Nicastro (DF)              | ?                              | Fórmula A                     |
| 32º   | 32º | 1997 | ? | Paulo Carcasci (SP)              | ?                              | Sênior                        |
| 33º   | 33º | 1998 | ? | Rodrigo Orefice (SP)             | ?                              | Fórmula A                     |
| 33º   | 33º | 1998 | ? | Tuka Rocha (SP)                  | ?                              | Graduados                     |
| 34º   | 34º | 1999 | ? | Nelsinho Piquet (DF)             | ?                              | Junior                        |
| 35º   | 35º | 2000 | ? | Sérgio Jimenez (SP)              | ?                              | Fórmula A                     |
| 35º   | 35º | 2000 | ? | Nelsinho Piquet (DF)             | ?                              | Graduados "B"                 |
| 36º   | 36º | 2001 | (Lauro de Freitas/BA) | Sérgio Jimenez (SP)              | ?                              | Graduados                     |
| 37º   | 37º | 2002 | (Kartódromo Internacional Júlio Ventura, Eusébio/CE)                                                                      | Ruben Carrapatoso (SP)           | ?                              | Sudam                         |
| 37º   | 37º | 2002 | (Kartódromo Internacional Júlio Ventura, Eusébio/CE)                                                                      | Renato Russo (SP)                | ?                              | Sênior A                      |
| 38º   | 38º | 2003 | ? | Clemente Faria Jr. (MG)          | ?                              | Sudam                         |
| 39º   | 39º | 2004 | (Kartódromo Aldeia da Serra, Barueri/SP)                                                                                  | Clemente Faria Jr. (MG)          | ?                              | Sudam                         |
| 39º   | 39º | 2004 | (Kartódromo Aldeia da Serra, Barueri/SP)                                                                                  | Renato Russo (SP)                | ?                              | Sênior A                      |
| 39º   | 39º | 2004 | (Kartódromo Aldeia da Serra, Barueri/SP)                                                                                  | Sérgio Jimenez (SP)              | ?                              | Graduados                     |
| 40º   | 40º | 2005 | ? | Sérgio Jimenez (SP)              | ?                              | Sudam                         |
| 40º   | 40º | 2005 | ? | Rodrigo Piquet (DF)              | ?                              | Sênior A                      |
| 41º   | 41º | 2006 | ? | Renato Russo (SP)                | ?                              | Sênior A                      |
| 41º   | 41º | 2006 | ? | Sérgio Jimenez (SP)              | ?                              | Graduados                     |
| 42º   | 42º | 2007 | ? | André Nicastro (DF)              | ?                              | Sênior A                      |
| 43º   | 43º | 2008 | (Velopark, Nova Santa Rita/RS)                                                                                            | Marcelo Anselmi (PR)             | ?                              | Sudam                         |
| 44º   | 44º | 2009 | ? | Renato Russo (SP)                | ?                              | Sudam                         |
| 45º   | 45º | 2010 | ? | Victor Franzoni (SP)             | ?                              | Graduados                     |
| 46º   | 46º | 2011 | (Vespasiano/MG) | André Nicastro (DF)              | ?                              | Sudam                         |
| 46º   | 46º | 2011 | (Vespasiano/MG) | Rafael Suzuki (SP)               | Olin Vieira Galli (RJ)         | Graduados                     |
| 47º   | 47º | 2012 | (Kartódromo Internacional Beto Carrero, Penha/SC) [1ª etapa] (Cascavel/PR) [2ª etapa]                                     | Olin Vieira Galli (RJ)           | André Nicastro (DF)            | Sudam                         |
| 47º   | 47º | 2012 | (Kartódromo Internacional Beto Carrero, Penha/SC) [1ª etapa] (Cascavel/PR) [2ª etapa]                                     | Gaetano Di Mauro (PR)            | Guilherme Salas (SP)           | Shifter                       |
| 47º   | 47º | 2012 | (Kartódromo Internacional Beto Carrero, Penha/SC) [1ª etapa] (Cascavel/PR) [2ª etapa]                                     | Thiago Bittencourt (PR)          | Marco Raimundo (GO)            | F4                            |
| 47º   | 47º | 2012 | (Kartódromo Internacional Beto Carrero, Penha/SC) [1ª etapa] (Cascavel/PR) [2ª etapa]                                     | Gabriel Casagrande (PR)          | Pedro Saderi (PR)              | Graduados                     |
| 48º   | 48º | 2013 | (Kartódromo Internacional de Serra, Serra/ES)                                                                             | Yurik Carvalho (SP)              | ?                              | Sudam                         |
| 48º   | 48º | 2013 | (Kartódromo Internacional de Serra, Serra/ES)                                                                             | Gaetano Di Mauro (PR)            | ?                              | Shifter                       |
| 48º   | 48º | 2013 | (Kartódromo Internacional de Serra, Serra/ES)                                                                             | Samuel Ribeiro (ES)              | ?                              | F4                            |
| 48º   | 48º | 2013 | (Kartódromo Internacional de Serra, Serra/ES)                                                                             | André Nicastro (DF)              | ?                              | Graduados                     |
| 48º   | 48º | 2013 | (Kartódromo Internacional de Serra, Serra/ES)                                                                             | Ruben Carrapatoso (SP)           | ?                              | Sênior                        |
| 49º   | 49º | 2014 | (Arena Alpie, Itu/SP) | André Nicastro (DF)              | Giuliano Raucci (SP)           | Sudam                         |
| 49º   | 49º | 2014 | (Arena Alpie, Itu/SP) | Marcus Borges (CE)               | ?                              | F4                            |
| 49º   | 49º | 2014 | (Arena Alpie, Itu/SP) | Rodrigo Piquet (DF)              | ?                              | Super Sênior                  |
| 50º   | 50º | 2015 | (Velopark, Nova Santa Rita/RS)                                                                                            | Olin Vieira Galli (RJ)           | ?                              | Sudam                         |
| 51º   | 51º | 2016 | (Circuito Paladino, Conde/PB)                                                                                             | Pedro Goulart (RS)               | ?                              | Sudam                         |
| 51º   | 51º | 2016 | (Circuito Paladino, Conde/PB)                                                                                             | Gaetano Di Mauro (PR)            | ?                              | Shifter                       |
| 51º   | 51º | 2016 | (Circuito Paladino, Conde/PB)                                                                                             | Marcus Borges (CE)               | ?                              | F4                            |
| 51º   | 51º | 2016 | (Circuito Paladino, Conde/PB)                                                                                             | Olin Vieira Galli (RJ)           | ?                              | Graduados                     |
| 52º   | 52º | 2017 | (Kartódromo Internacional Beto Carrero, Penha/SC)                                                                         | André Nicastro (DF)              | ?                              | Sudam                         |
| 53º   | 53º | 2018 | (KIGV - Kartódromo Internacional Granja Viana, Cotia/SP)                                                                  | Victor Shoma (MA) (***)          | André Nicastro (DF)            | Codasur                       |
| 53º   | 53º | 2018 | (KIGV - Kartódromo Internacional Granja Viana, Cotia/SP)                                                                  | Olin Vieira Galli (RJ)           | Lucas T. F. Okada (DF)         | Internacional OK              |
| 53º   | 53º | 2018 | (KIGV - Kartódromo Internacional Granja Viana, Cotia/SP)                                                                  | Pedro Lopes (SP)                 | Gaetano Di Mauro (PR)          | Shifter                       |
| 53º   | 53º | 2018 | (KIGV - Kartódromo Internacional Granja Viana, Cotia/SP)                                                                  | Andre F. A. Castro (SP)          | Giulliano Taino Forcolin (SP)  | F4                            |
| 53º   | 53º | 2018 | (KIGV - Kartódromo Internacional Granja Viana, Cotia/SP)                                                                  | Felipe Baptista (SP)             | Olin Vieira Galli (RJ)         | Graduados                     |
| 54º   | 54º | 2019 | (Kartódromo Municipal Delci Damian, Cascavel/PR)                                                                          | Olin Vieira Galli (RJ)           | Bruno Bertoncello (RS)         | Codasur                       |
| 54º   | 54º | 2019 | (Kartódromo Municipal Delci Damian, Cascavel/PR)                                                                          | Olin Vieira Galli (RJ)           | André Nicastro (DF)            | Internacional OK              |
| 54º   | 54º | 2019 | (Kartódromo Municipal Delci Damian, Cascavel/PR)                                                                          | Gaetano Di Mauro (PR)            | Danilo Dirani (SP)             | KZ                            |
| 54º   | 54º | 2019 | (Kartódromo Municipal Delci Damian, Cascavel/PR)                                                                          | Rafael Smaniotto (PR)            | Bruno Grigatti (PR)            | F4                            |
| 54º   | 54º | 2019 | (Kartódromo Municipal Delci Damian, Cascavel/PR)                                                                          | José Luiz Muggiati (PR)          | Murilo Fiore Barcelos (PR)     | Graduados                     |
| 55º   | 55º | 2020 | (Speed Park, Birigui/SP)                                                                                                  | André Nicastro (DF)              | Gabriel Crepaldi (SP)          | Codasur                       |
| 55º   | 55º | 2020 | (Speed Park, Birigui/SP)                                                                                                  | João Vieira (TO)                 | André Nicastro (DF)            | Internacional OK              |
| 55º   | 55º | 2020 | (Speed Park, Birigui/SP)                                                                                                  | Rafael Câmara (PE)               | Enzo Prando (SP)               | OK FIA                        |
| 55º   | 55º | 2020 | (Speed Park, Birigui/SP)                                                                                                  | Gaetano Di Mauro (PR)            | Pedro Lopes (SP)               | KZ                            |
| 55º   | 55º | 2020 | (Speed Park, Birigui/SP)                                                                                                  | Murilo Fiore Barcelos (PR)       | João Cunha (SP)                | F4                            |
| 55º   | 55º | 2020 | (Speed Park, Birigui/SP)                                                                                                  | Diego Ramos (SP)                 | Rafael Câmara (PE)             | Graduados                     |
| 56º   | 56º | 2021 | (Kartódromo Internacional Beto Carrero, Penha/SC)                                                                         | Olin Vieira Galli (SC) (****)    | Matheus Morgatto (MA)          | OK FIA                        |
| 56º   | 56º | 2021 | (Kartódromo Internacional Beto Carrero, Penha/SC)                                                                         | Bruno Grigatti (PR)              | Pedro Piquet (DF)              | KZ                            |
| 56º   | 56º | 2021 | (Kartódromo Internacional Beto Carrero, Penha/SC)                                                                         | Murilo Fiore (SC)                | Diego Dias Said (SC)           | F4                            |
| 56º   | 56º | 2021 | (Kartódromo Internacional Beto Carrero, Penha/SC)                                                                         | Matheus Morgatto (MA)            | Diego Ramos (SP)               | Graduados                     |
| 56º   | 56º | 2021 | (Kartódromo Internacional Beto Carrero, Penha/SC)                                                                         | Leonardo Nienkotter (SC)         | Francesco Ventre (RS)          | Sênior                        |
| 56º   | 56º | 2021 | (Kartódromo Internacional Beto Carrero, Penha/SC)                                                                         | Rodrigo Piquet (DF)              | Jose Carlos Saderi (PR)        | Super Sênior                  |
| 57º   | 57º | 2022 | (Circuito Paladino, Conde/PB)                                                                                             | ?                                | ?                              | ?                             |

| legenda: [a] programado para Rolândia/PR, depois transferido para Campinas/SP. [b] Taça Levi's. [c] programado para Fortaleza/CE, depois transferido para Ribeirão Preto/SP. [d] programado para o kartódromo de Tarumã, em Viamão/RS, depois transferido para Florianópolis/SC. |

| (*) nascido em Joinville/SC, iniciou a carreira no kart paranaense, filiado à Federação Paranaense de Automobilismo (FPrA).              |
| (**) o carioca Augusto Ribas compete por São Paulo, filiado à FASP - Federação de Automobilismo de São Paulo.                            |
| (***) André Nicastro havia vencido, porém teve julgado recurso em favor de sua punição, por queima de largada, na última prova decisiva. |
| Com o resultado do julgamento, André Nicastro perdeu o título da categoria Codasur, que passou a ser de Victor Schoma.                   |
| (****) em 2021 Olin Vieira Galli competiu pela FAUESC - Federação de Automobilismo do Estado de Santa Catarina.                          |

| RANKING (até 2014) |                          |                          |
| Confira o Ranking com os maiores vencedores do Campeonato Brasileiro de Kart - de acordo com a CBA: |                          |                          |
| |                          |                          |
| 8 títulos |                          |                          |
| Gaetano Di Mauro (SP) |                          |                          |
| 2024 - Endurance F4 |                          |                          |
| 2022 - Shifter Graduados |                          |                          |
| 2020 - Shifter Graduados |                          |                          |
| 2017 - Shifter Graduados |                          |                          |
| 2016 - Shifter Graduados |                          |                          |
| 2015 - Shifter Graduados |                          |                          |
| 2013 - Shifter Graduados |                          |                          |
| 2012 - Shifter Graduados |                          |                          |
| |                          |                          |
| 7 títulos |                          |                          |
| PAULO CARCASCI (SP) | ANDRÉ NICASTRO (RJ) (DF) | ANDRÉ NICASTRO (RJ) (DF) |
| 2009 - Shifter Sênior | 2014 - Sudam             | 2014 - Sudam             |
| 1997 - Sênior | 2013 - Graduados         | 2013 - Graduados         |
| 1983 - Graduados | 2011 - Sudam             | 2011 - Sudam             |
| 1981 - Graduados | 2007 - Sênior A          | 2007 - Sênior A          |
| 1979 - Graduados B 100cc | 1997 - Fórmula A         | 1997 - Fórmula A         |
| 1979 - Graduados B 125cc | 1992 - Júnior Menor      | 1992 - Júnior Menor      |
| 1978 - Júnior | 1991 - Júnior Menor      | 1991 - Júnior Menor      |
| |                          |                          |
| 6 títulos |                          |                          |
| SÉRGIO JIMENEZ (SP) | RUBENS BARRICHELLO (SP)  |                          |
| 2006 - Graduados A | 1988 - Graduados A       | 1988 - Graduados A       |
| 2005 - Sudam | 1987 - Graduados A       | 1987 - Graduados A       |
| 2004 - Graduados A | 1986 - Graduados A       | 1986 - Graduados A       |
| 2001 - Graduados A | 1985 - Graduados B       | 1985 - Graduados B       |
| 2000 - Fórmula A | 1984 - Júnior            | 1984 - Júnior            |
| 1996 - Júnior Menor | 1983 - Júnior            | 1983 - Júnior            |
| |                          |                          |
| 5 títulos |                          |                          |
| FELIPE FRAGA (TO) |                          |                          |
| 2009 - Shifter Júnior |                          |                          |
| 2008 - Sudam Júnior |                          |                          |
| 2007 - Júnior |                          |                          |
| 2006 - Júnior Menor |                          |                          |
| 2005 - Cadete |                          |                          |
| |                          |                          |
| 4 títulos |                          |                          |
| CLEMENTE FARIA JÚNIOR (MG) | DANILO DIRANI (SP)       | DENNIS DIRANI (SP)       |
| 2005 - Graduados A | 2009 - Shifter           | 2011 - Shifter           |
| 2004 - Sudam | 2008 - Shifter           | 2007 - Shifter           |
| 2003 - Sudam | 1995 - Júnior Menor      | 2007 - Graduados A       |
| 2002 - Sudam Júnior | 1994 - Júnior Menor      | 2007 - Sudam             |
| |                          |                          |
| 3 títulos |                          |                          |
| ANTONIO CANEDO (SP) | AYRTON SENNA (SP)        | BRUNO JUNQUEIRA (MG)     |
| 2006 - Super Sênior | 1980 - 100 cc (Inter)    | 1992 - Graduados A       |
| 2004 - Super Sênior | 1979 - 100 cc (Inter)    | 1992 - Intercontinental  |
| 2003 - Super Sênior | 1978 - 100 cc (Inter)    | 1991 - B                 |
| |                          |                          |
| CHRISTIANO "TUKA" ROCHA (SP) | FELIPE GUIMARÃES (DF)    | GLAUCO ALEX (SP)         |
| 1998 - Graduados A | 2008 - Graduados A       | 2001 - Sênior A          |
| 1997 - Graduados B | 2005 - Sudam Júnior      | 1991 - Graduados A       |
| 1996 - Júnior | 2000 - Cadete            | 1989 - Graduados B       |
| |                          |                          |
| JOÃO GONÇALVES (SP) | JÚLIO CAMPOS (PR)        | NELSINHO PIQUET (DF)     |
| 2010 - Super F4 | 2003 - Graduados A       | 2000 - Graduados B       |
| 2009 - Super F4B | 2001 - Sudam             | 1999 - Júnior            |
| 2007 - Endurance | 2000 - Graduados A       | 1997 - Júnior Menor      |
| |                          |                          |
| OLIN GALLI (RJ) | PEDRO RODRIGUES (PR)     | WALTINHO TRAVAGLNI (SP)  |
| 2012 - Sudam | 2006 - Sudam Júnior      | 1977 - 100 cc            |
| 2011 - Sudam Júnior | 2004 - Júnior Menor      | 1973 - 100 cc (POC)      |
| 2010 - Júnior | 2002 - Cadete            | 1972 - 100 cc (POC)      |
| |                          |                          |
| 2 títulos |                          |                          |
| ALAN HELLMEISTER (SP) | ALAN SYNTHES (SP)        | ÁTILA ABREU (SP)         |
| 2001 - Graduados B | 2014 - Shifter           | 2000 - Júnior            |
| 1998 - Júnior Menor | 2011 - Sênior A          | 1999 - Júnior Menor      |
| |                          |                          |
| BRUNO LIMA (SP) | CESAR RAMOS (RS)         | DÁRCIO DOS SANTOS (SP)   |
| 2014 - F4 Sênior | 2003 - Júnior            | 1975 - 100cc             |
| 2012 - Super F4 | 1999 - Cadete            | 1974 - 4ª Menor          |
| |                          |                          |
| DAVID BELLAVER (RS) | DOUGLAS HIAR (SP)        | EMILIO PADRON (SP)       |
| 2008 - Mirim | 2006 - Sudam             | 2007 - Shifter Master    |
| 2007 - Mirim | 2005 - Graduados B       | 2006 - Shifter Master    |
| |                          |                          |
| FELIPE NASR (DF) | FERNANDO SCOTTI (PR)     | FERNANDO WORTMANN (RS)   |
| 2007 - Sudam Júnior | 2009 - Sênior A          | 2007 - Endurance         |
| 2006 - Júnior | 2005 - Endurance         | 2006 - Endurance         |
| |                          |                          |
| FLÁVIO TITO (MG) | GABRIEL ROBE (RS)        | GAETANO DI MAURO (PR)    |
| 1999 - Sênior A | 2006 - Cadete            | 2013 - Shifter           |
| 1998 - Sênior B | 2005 - Mirim             | 2012 - Shifter           |
| |                          |                          |
| GREGORY DIEGUES | JAIME MELLO JÚNIOR (PR)  | JOHILTON PAVLAK (RN)     |
| 2011 - Super Cadete | 1994 - Júnior            | 2010 - Shifter Júnior    |
| 2009 - Mirim | 1993 - Júnior            | 2008 - Júnior            |
| |                          |                          |
| LÚCIO WINCK (RS) | MARCUS BORGES (CE)       | NEY COUTINHO JÚNIOR (SP) |
| 1988 - Graduados | 2014 – F4 Graduados      | 2000 - Júnior Menor      |
| 1986 - Júnior | 2013 - Super F4          | 1998 - Cadete            |
| |                          |                          |
| PABLO MARLANGEON (PR) | PAULO COELHO (MT)        | PAULO FARIAS (SP)        |
| 2009 - F4 | 2013 - Cadete            | 2011 - Super F4 Sênior   |
| 2005 - Endurance | 2011 - Mirim             | 2004 - Endurance         |
| |                          |                          |
| PEDRO BIANCHINI (PR) | PEDRO GOMES (RS)         | RAFAEL MAGNO (PR)        |
| 2009 - Graduados A | 2007 - Endurance         | 2002 - Júnior            |
| 2001 - Cadete | 2006 - Endurance         | 2001 - Júnior Menor      |
| |                          |                          |
| RAPHAEL MARTIN (SP) | RENATO JÚNIOR (RJ)       | ROBERTO GOMES (RS)       |
| 1999 - Graduados B | 2010 - Júnior Menor      | 2007 - Endurance         |
| 1998 - Novatos | 2009 - Cadete            | 2006 - Endurance         |
| |                          |                          |
| RODRIGO PIQUET (DF) | ROGÉRIO REZENDE (BA)     | RUBEN CARRAPATOSO (SP)   |
| 2014 – Super Sênior | 2007 - Super Sênior      | 2013 - Sênior A          |
| 2005 - Sênior A | 2005 - Super Sênior      | 2002 - Sudam             |
| |                          |                          |
| VICTOR FRANZONI (SP) | ZAYA FONTANA (RJ)        | ZAYA FONTANA (RJ)        |
| 2010 - Graduados | 2011 - Júnior Menor      | 2011 - Júnior Menor      |
| 2008 - Júnior Menor | 2010 - Cadete            | 2010 - Cadete            |
| |                          |                          |
| 1 título: ADAILDO VIEIRA (MT) - 1993 - Júnior Menor ADRIANO PIZZONIA (AM) - 2012 - Sênior B ALBERTO CATTUCCI (SP) - 2011 - Super F4 ALBERY SPINOLA (SP) - 1991 - Intercontinental ALESSANDRO MONTEIRO (RS) - 1989 - Júnior ALEXANDRE RUIZ FILHO (SP) - 2005 - Júnior ANDRÉ ABRÃO (PR) - 2003 - Sênior B ANDRÉ PEDRALLI (PR) - 2009 - Júnior ANDRÉ ROSÁRIO (BA) - 2007 - Graduados B ANDRÉ SALMORIA (SP) – 2014 – Super F4 ANDRÉ SOUSA (SP) - 2006 - Shifter ANTONIO PIZZONIA (AM) - 1996 - Graduados A ALAIN SISDELI (PE) – 2014 – Sênior A BRUNO BERTONCELLO (RS) - 2012 - Sudam Júnior BRUNO PACETTI (PR) - 2004 - Sudam Júnior BRUNO POSSENTI (SC) – 2014 - Mirim BRUNO XAVIER (SP) - 1998 – Júnior CAIO COLLET (SP) – 2014 – Júnior Menor CAIO TIBÉRIO PARIZOTTO (SP) – 2014 – Novatos CARLOS DANTAS (SP) - 1991 - Super Sênior CARLOS EDUARDO DE MORAES (RS) - 2010 - Sênior B CARLOS FERNANDEZ LOPEZ (PY) - 2001 - Júnior CARLOS OLIVEIRA (SP) - 1991 - Sênior A CÉSAR PERIN (SP) - 2007 - Novatos CHRYSTIAN SARKIS (DF) - 2003 - Graduados B CLAUDIO CANTELLI JÚNIOR (PR) - 2004 - Graduados B CLÁUDIO RICCI (RS) - 1998 - Sênior A DAVID PRIOR (SP) - 2004 - Endurance DIEGO RAMOS (SP) - 2013 - Super Cadete DIONEI CAETANO - 2011 - Novatos DIONÍSIO PASTORE (SP) - 1979 - categoria não confirmada DOGLAS PIEROSAN (PR) - 2012 - Super Sênior DUDU DIETER (RS) - 2012 - Sênior A EDISON HONÓRIO (SP) - 2009 - Parakart EDUARDO BANZOLI FILHO (SP) - 2004 - Cadete EDUARDO MARTINS (SP) - 2008 - Shifter Master ÉRICO MOISÉS (BA) - 1992 - Sênior B ERNESTO SIMÕES (BA) - 1992 - Sênior A FÁBIO GAMBERINI (SP) - 2005 - Júnior Menor FÁBIO GOMIDE (SP) - 2005 - Sênior B FELIPE CAIADO (RJ) - 2011 - Sênior B FELIPE DRUGOVICH (PR) - 2011 - Cadete FELIPE LAPENNA (SP) - 2002 - Graduados A FERNANDO JÚNIOR (RS) - 2009 - Super F4A FERNANDO LEME (SP) - 2008 - Sênior A FERNANDO PASTRO (RS) - 2010 - Super Sênior GABRIEL CASAGRANDE (PR) - 2012 - Graduados GABRIEL DIAS (PR) - 2002 - Júnior Menor GABRIEL NAVARRETE (GO) - 2008 - Graduados B GABRIEL SEREIA (MT) - 2006 - Mirim GABRIEL TENÓRIO (RS) - 2003 - Cadete GABRIEL ZUNINO (SC) - 1992 - Novatos GERALDO SCHUEFFNER (MG) - 1991 - Sênior B GEOVANE CERUTTI (DF) - 2006 - Graduados B GIANLUCA PETECOF - 2013 - Júnior Menor GILBERTO MARTINS (PA) - 2000 - Sênior B GIULIANO RAUCCI (SP) - 2013 - Júnior GUILHERME DE CONTO (PR) - 2003 - Sudam Júnior GUILHERME PEIXOTO (SP) - 2012 - Cadete GUILHERME SILVA (MG) - 2007 - Júnior Menor HÉLIO BRANDÃO (GO) - 1997 - Cadete HÉLIO LEITE (SP) - 1996 - Novatos JADSON LAURETT (ES) - 2013 - F4 Sênior JAMES RAMOS (??) - 1992 - Júnior JOÃO LABORNE (MG) - 1998 - Graduados B JOÃO VIEIRA (TO) - 2010 - Super Cadete JOÃO VITOR BARCELOS (SC) - 2012 - Mirim JONATHAN LOUIS (PR) - 2009 - Graduados B JORGE BORELLI (SP) - 2002 - Super Sênior JORGE WAGNEFUHR JÚNIOR (SC) - 2002 - Sênior B JOSÉ CÓRDOVA (PR) - 2000 - Sênior A JOSÉ ROSATE (GO) – 2014 - Júnior JOSÉ GIMENEZ (SP) - 1997 - Novatos JOSÉ URBANO (SP) - 2004 - Endurance KEKA TEIXEIRA (SP) - 2010 - Fórmula 4 LEANDRO FOLTRAN (SP) - 1999 – Novatos LEANDRO POSSENTI (SC) – 2014 – Sênior B LEONARDO NIENKOTTER (SC) - 2010 - Sênior A LEONARDO RUFINO (SP) – 2014 - Cadete LUCAS RODRIGUES (RS) - 2006 – Endurance LUCA TRAVAGLINI (SP) – 2014 - Graduados* LUCCA CROCE (SP) - 2013 - Novatos LUIR MIRANDA (RJ) - 2008 - Novatos LUIS RAZIA (BA) - 2004 - Novatos LUIZ FERNANDO DE CONTO (PR) - 2002 - Graduados B MANOEL QUEIROZ NETO (PR) - 2005 - Endurance MARCELO ANSELMI (PR) - 2008 - Sudam MARCELO PEREIRA (MG) - 1992 - Graduados B MARCELO PETRICCIONE (SP) - 1999 - Sênior B MARCO DORIGON FILHO (PR) - 1997 - Júnior MARCO SAROT (PR) - 2009 - Sênior B MARCOS DE VILHENA (MG) - 2011 - Sudam Júnior MARCOS PEREIRA (MT) - 2006 - Sênior B MARCUS ARAÚJO (BA) - 2004 - Júnior MARIO VERONEZE NETO (SP) - 2002 - Novatos MARKENSON MARQUES (PR) - 2008 - Super Sênior MAURO AURICCHIO (SP) - 2012 - Júnior MICHAEL SILVA (SP) - 2004 - Endurance OTÁVIO FREITAS (TO) - 2003 - Júnior Menor PAULO MALFATTI (SP) - 2004 - Sênior B PAULO MENDES (DF) - 1996 - Cadete PAULO PIZZONI (PR) - 1996 - Graduados B PEDRO AIZZA (PR) - 2013 - Mirim PEDRO ARAÚJO (SP) - 1999 - Graduados A PEDRO CARDOSO - 2012 - Júnior Menor RAFAEL SUZUKI (SP) - 2011 - Graduados RAIKKONEN SAKZENIAN (SP) - 2012 - Super Cadete RENAN MAZUCANTE (SP) - 2003 - Novatos RENAN PAPARELI (SP) - 2009 - Novatos RENATO TRAVASSOS JÚNIOR (MG) - 2011 - F4 RICARDO TEIXEIRA (MG) - 2001 - Sênior B ROBERTO MARLANGEON (PR) - 2005 - Endurance ROBERTO STREIT FILHO (RJ) - 1999 - Fórmula A RODRIGO FERRAZ (SP) - 1997 - Graduados A RODRIGO MIGUEL (RS) - 2006 - Endurance RODRIGO OREFICE (SP) - 1998 - Fórmula A RODRIGO VIEIRA (SE) - 2013 - Sênior B ROGÉRIO RAUCCI (SP) - 2007 - Endurance SAMUEL MITTAG (RS) - 2008 - Sênior B SAMUEL RIBEIRO (ES) - 2013 - F4 Graduados SAUL LEITE JÚNIOR (RS) - 2011 - Super Sênior SAULO RUDECK (SC) - 2003 - Sênior A SILVANO CARDOSO JÚNIOR (TO) - 2001 - Novatos TADEU MASCARENHAS (BA) - 2007 - Sênior B THIAGO BITTENCOURT (PR) - 2012 - F4 THIAGO VIVACQUA (RJ) - 2008 - Cadete TIAGO PALAZZO (ES) - 2010 - Novatos VICTOR PEDROSA (SP) - 2005 - Novatos VICTOR UCHÔA (RN) - 2010 - Mirim VINÍCIUS PAPARELI (SP) - 2011 - Júnior WELTON QUEIRÓS (SP) - 2000 - Novatos WILLIAM FERENS (PR) - 2012 - Novatos YAGO CESÁRIO (GO) - 2007 - Cadete YURI CESÁRIO (GO) - 2009 - Júnior Menor YURIK CARVALHO (SP) - 2013 - Sudam |                          |                          |